# دالان‌کوه

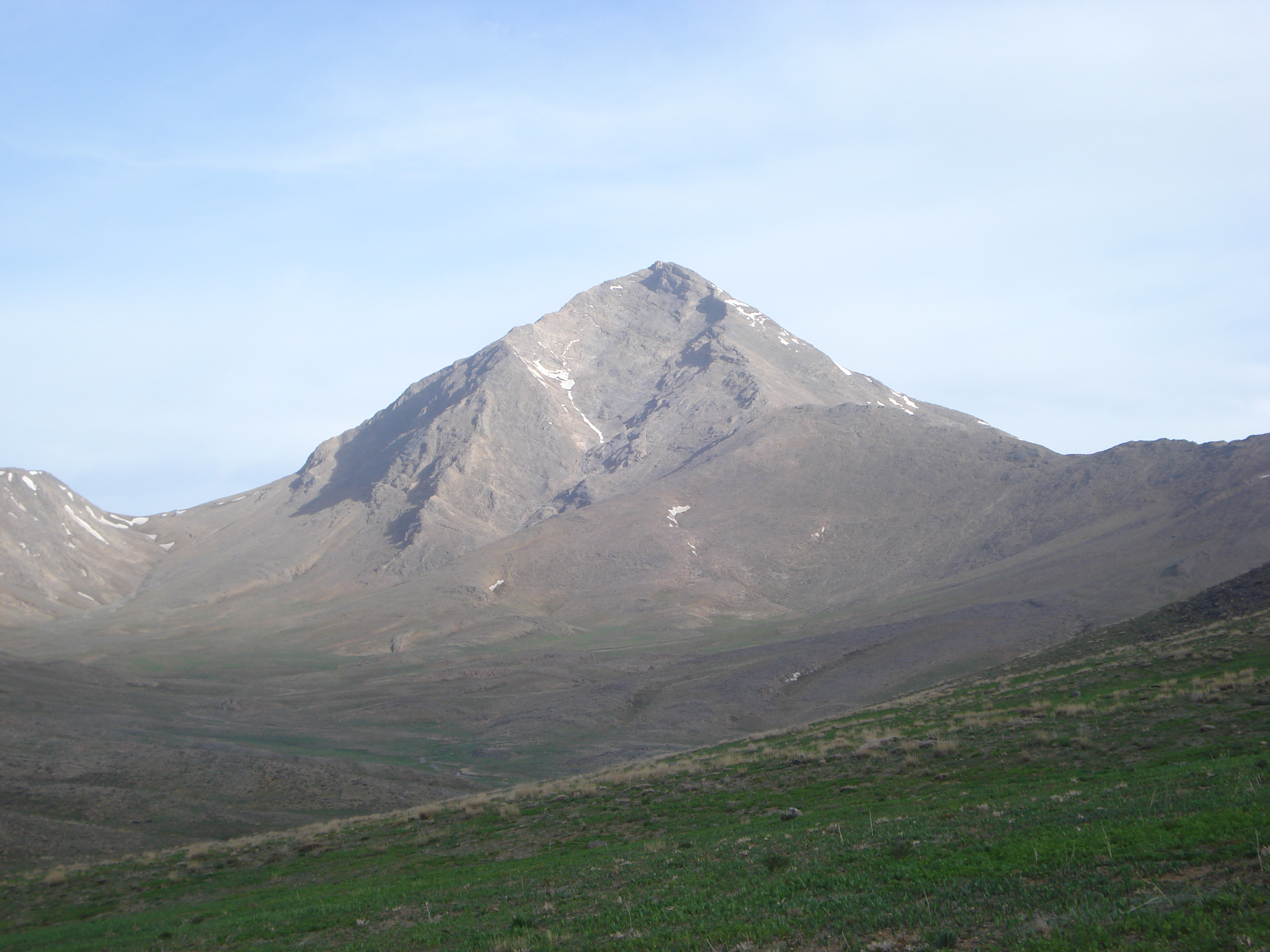
نمایی از قلهٔ «داراب‌شاه» از مسیر روستای انالوجه که به شکل عقاب دیده می‌شود.

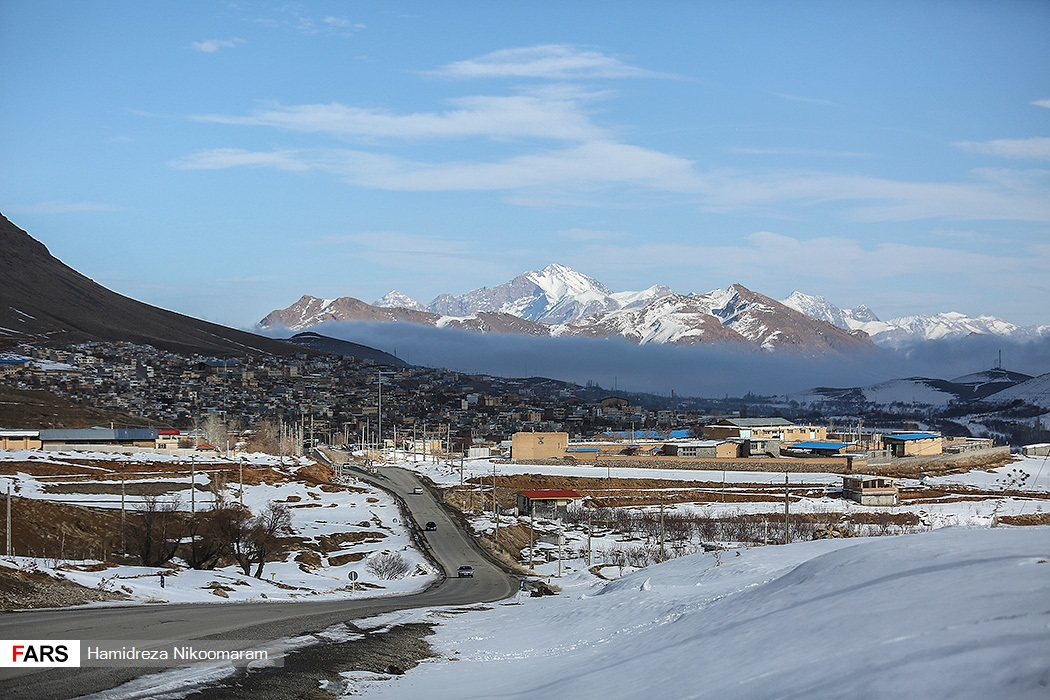
دورنمای قلهٔ دالان‌کوه از فریدون‌شهر

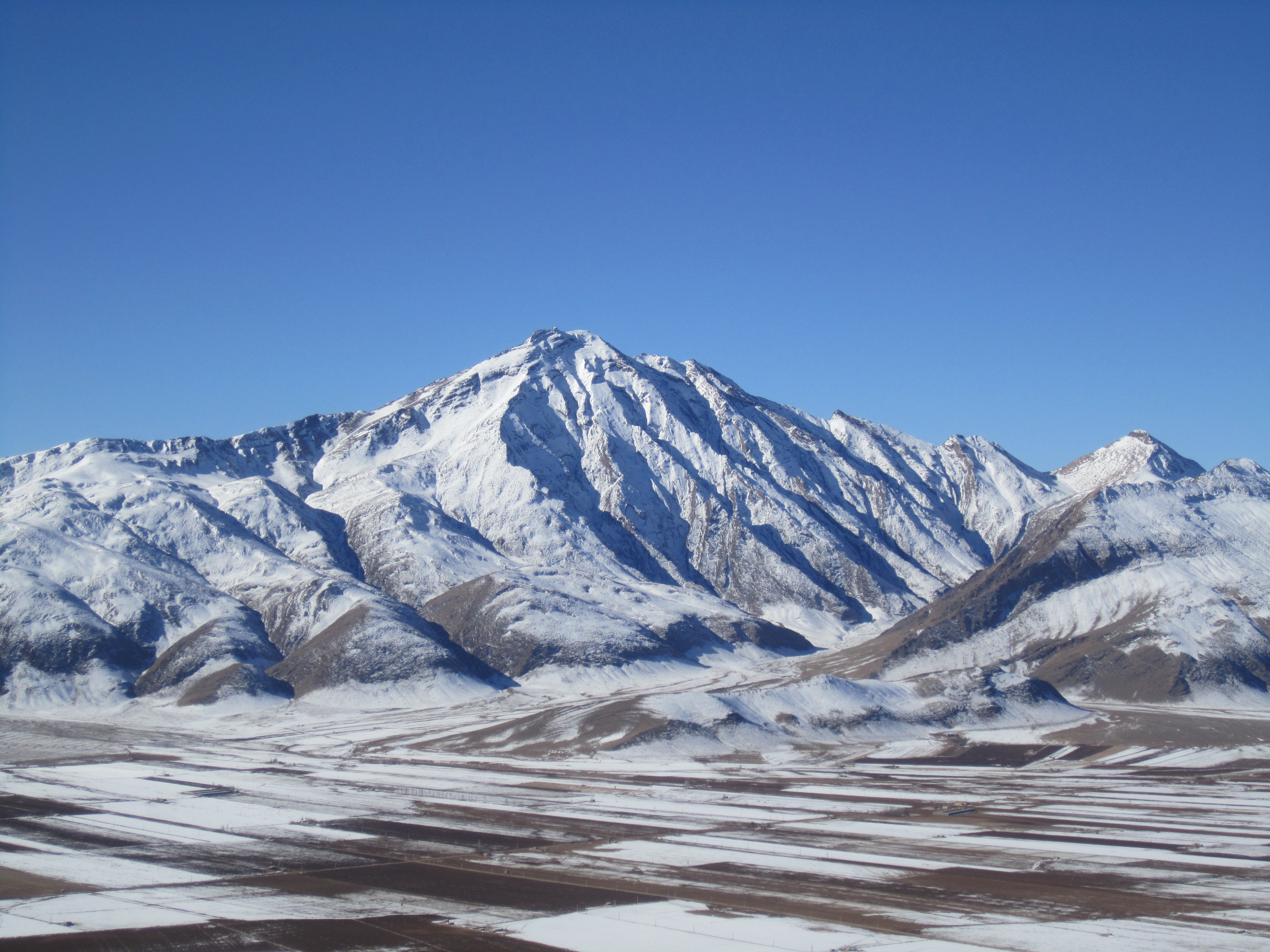
نمایی از قلهٔ برفی داراب‌شاه

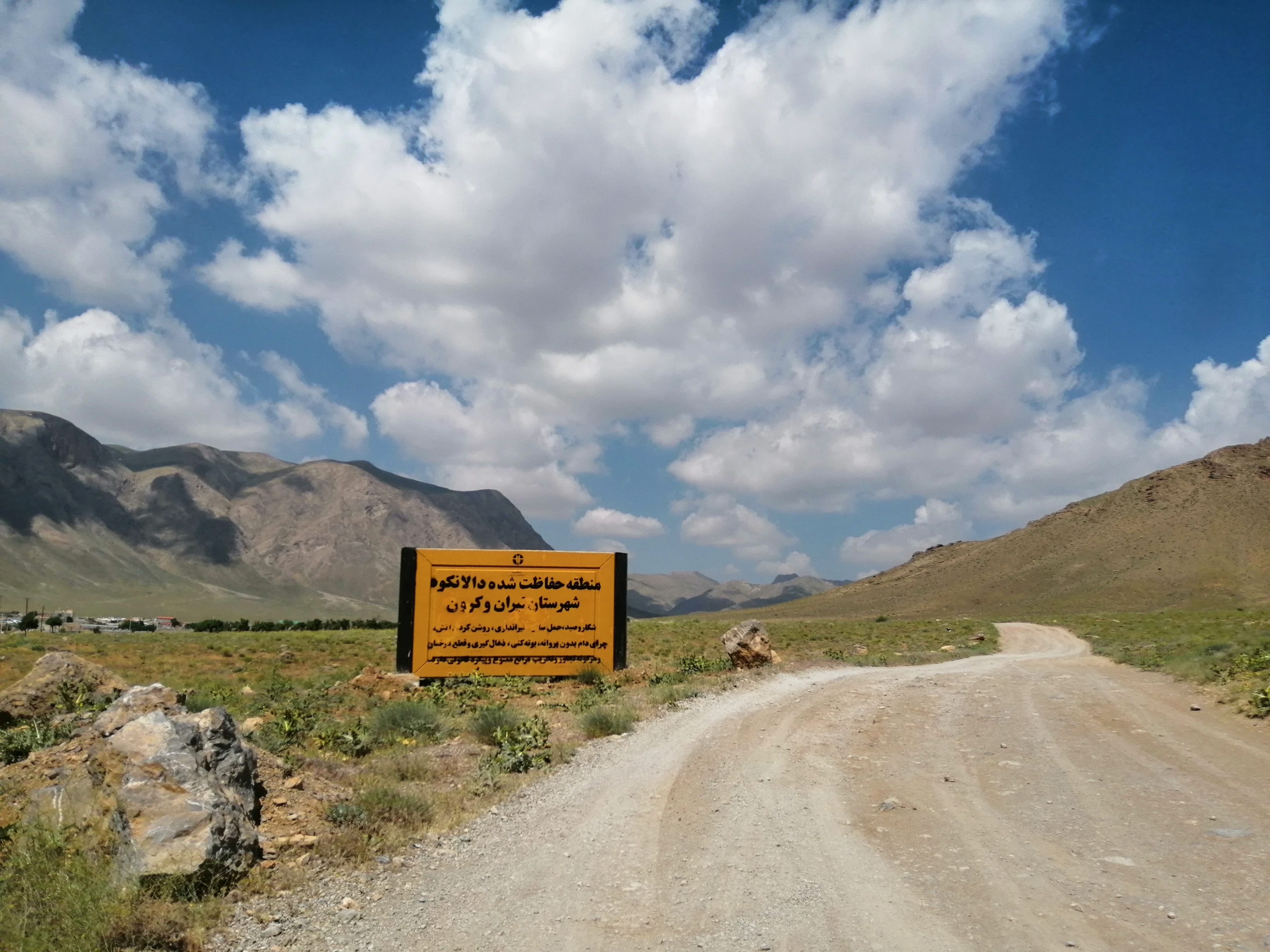
ورودی دالان‌کوه از بخش کرون و مسیر روستای دوتو

دالان‌کوه یا کودالان که در زبان لری بختیاری دالون‌کوه نیز گفته می‌شود، رشته‌کوهی/واقع در زاگرس مرکزی است که در غرب استان اصفهان، خط‌الرأسی به طول تقریبی ۶۰ کیلومتر دارد.  این رشته‌کوه، در میان سه شهرستان فریدن، تیران و کرون و چادگان قرار گرفته‌است، اما بیشترین بخش این رشته‌کوه، در منطقه کرون قرار دارد. در طول خط‌الرأس آن، قله‌های متعددی با ارتفاع بیش از ۳٬۰۰۰ متر وجود دارد. این رشته‌کوه به دلیل بارش برف فراوان و باران‌های پاییزی و بهاری منبع ذخیره آب دشت بزرگ دامنه و داران و منطقهٔ کرون است. بلندترین نقطهٔ رشته‌کوه دالان‌کوه، قلهٔ داراب‌شاه نام دارد که ۳٬۹۴۰ متر از سطح دریا ارتفاع دارد و در ۸ کیلومتری شرق شهر داران قرار دارد. 
قله‌های مهم این رشته‌کوه عبارت‌اند از: داراب‌شاه، دالان‌کوه (مسیر پناهگاه)، نشاط (دامنه) و تاوا (آنالوجه) که آسان‌ترین مسیر برای صعود به قلهٔ اصلی از روستای آنالوجه و دشت چال‌گاو در دامنهٔ جنوبی این قله است. این رشته‌کوه که در ادامه به سد زاینده‌رود می‌رسد هم‌اکنون تحت حفاظت سازمان حفاظت محیط زیست با نام منطقهٔ حفاظت‌شدهٔ دالان‌کوه است. در ارتفاع حدود چهار هزار متری قلهٔ دالان‌کوه، بقایای آثار یک ساختمان قدیمی مشاهده شده که هنوز مشخص نیست به چه علت در قلهٔ کوه ساخته شده اما طبق تاریخ شفاهی موجود بر سر زبان مردم روستای آنالوجه، قلعه‌ای متعلق به شاهی به نام داراب‌شاه بوده و آجرهای آن در دشت چاله‌گاو در محلی که امروزه به نام کوره مشهور است پخته می‌شده و توسط بزهای در حال چرا به قله حمل می‌شده. این قلهٔ مخروطی‌شکل به‌دلیل شباهت ظاهری که به قله دماوند دارد به دماوند اصفهان معروف است.
یکی دیگر از قله‌های رشته‌کوه دالان‌کوه که مورد توجه کوهنوردان است، با ارتفاع ۳۶۳۶ متر از سطح دریا، در جبههٔ شمالی این رشته‌کوه قرار دارد و مسیر صعود این قله، از پناهگاه دالان‌کوه شروع می‌شود. پناهگاه و مدرسهٔ کوهنوردی دالان‌کوه در جاده تیران به سمت داران بعد از روستای کردعلیا با فاصلهٔ ۳کیلومتری از جادهٔ اصلی قرار گرفته‌است.

## واژه‌شناسی
از آن‌جایی که این رشته‌کوه از دو خط‌الرأس موازی از روستای چشمه احمدرضا در منطقه کرون تا فریدن تشکیل شده‌است و حدفاصل آن‌ها دشت‌های وسیعی وجود دارد و فضایی شبیه دالان به وجود آورده‌است، به «دالان‌کوه» مشهور شده‌است.
همچنین و بر طبق بیانی دیگر در زبان لری و به‌ویژه گویش لری بختیاری به عقاب دال می‌گویند و لان در زبان لری لرستان و بختیاری به معنی لانه است. که در برگردان فارسی به معنای آشیانه عقاب‌ها است. در روستاهای بختیاری از این کوه به شکل سر عقاب یاد می‌کنند.

## دشت چل‌گاو
چل‌گاو یا چاله‌کاو، دشتی پر از چشمه و مرغزار و گیاهان کوهستانی است که در بین دو رشته‌کوه، در میانه ارتفاع دالان‌کوه قرار دارد. منطقهٔ گردشگری چل گاو همه ساله پانزده خرداد پذیرای جمع کثیر کوهنوردان و گردشگران است.

## دشت لاله‌های واژگون
دالانکوه از مهم‌ترین رویشگاه‌های طبیعی لاله‌های واژگون در غرب استان اصفهان می‌باشد که در فصل بهار دارای طبیعتی بی نظیر برای گردشگران و علاقه مندان طبیعت می‌باشد.

## چشمه‌ها
این منطقه دارای چشمه‌های فراوانی می‌باشد که از مهم‌ترین آنها می‌توان به چشمه مرغاب و چشمه شاهی در منطقه کرون اشاره کرد.